# Аргентинцы
Аргентинцы (самоназвание — argentinos, по названию страны) — народ в Южной Америке, основное население Аргентины. Как народ, аргентинцы сформировались в результате массовой миграции европейцев, главным образом галисийцев, басков, итальянцев, испанцев, до ¼ из центральной и восточной Европы. Численность — более 40 млн чел. (2008). Живут также в Уругвае, Парагвае, Чили, Мексике, США. Большинство верующих — католики. Язык — испанский (аргентинский вариант), романской группы индоевропейской языковой семьи.

## Этногенез
До прихода испанцев территорию современной Аргентины населяли индейцы разных культурных типов:
1) многочисленные народы предгорий Анд, испытавшие влияние кечуа, создавшие культуру Диагита, занимались земледелием;
2) индейцы Чако, охотники и собиратели (группы тоба, матако, тупи, араваки);
3) народы междуречья Параны, Уругвая и дельты Ла-Платы (группа гуарани и др.), занимавшиеся подсечно-огневым земледелием;
4) индейцы Пампы и Патагонии (теуэльче, арауканы), охотники на нанду и гуанако;
5) огнеземельцы (она, яганы, алакалуф).
Испанская колонизация началась в XVI веке. Она шла со стороны Чили, Перу и Парагвая. В отрядах завоевателей было много метисов. В дальнейшем в формировании аргентинцев участвовали испанцы, креолы (прямые потомки испанцев, родившиеся в Америке), метисы, негры и мулаты. Индейцы быстро вымирали или смешивались с другими группами. В прибрежном районе этнообразующими группами стали креолы, возглавившие движение за независимость, и смешанное население Пампы — пастухи гаучо. После Войны за независимость (1810—1826) появилось понятие аргентинского народа, а чуть позже — аргентинской нации. Особую роль в формировании образа аргентинца сыграл тип пастуха гаучо.
В конце XIX — начале XX веков выросла иммиграция из европейских стран, в основном из близких по языку Испании и Италии, причём иммиграция из последней преобладала (с 1857 по 1940 год в страну переселилось 2 миллиона из Испании (в основном баски и галисийцы) и 3 миллиона итальянцев. 2 миллиона составляли иммигранты из других стран Европы — Германии, Франции, России, Польши, Ирландии, Швейцарии, Хорватии, Украины, Чехии, Бельгии, Великобритании, Литвы, Дании, Португалии, Голландии, Греции, Венгрии, а также арабы и евреи). Росли темпы урбанизации и развития промышленности. Население страны резко выросло с 1,9 миллиона жителей в 1869 году до 7,9 миллиона в 1914. В последующие годы рост населения снизился, демографическая обстановка стабилизировалась.
В XXI веке иммиграция из Европы практически отсутствует. В страну приехало до 2 млн человек из соседних стран — Боливии, Парагвая и Перу, которые обосновались в пригородах столицы и в других крупных промышленных центрах. Это привело к росту доли метисов и индейцев в населении Аргентины до 20-25 %. Общий язык и религия способствуют постепенной ассимиляции этой группы остальными аргентинцами.
Кроме собственно аргентинцев в Аргентине сейчас сохранились небольшие группы индейцев. На о. Огненная Земля (Tierra del Fuego) живут огнеземельцы (несколько десятков человек). У границы с Боливией и Чили живут метисы, сохранившие язык кечуа, а вдоль границы с Парагваем — индейцы языковых семей тупи-гуарани, матако-матагуайо, гуайкуру, арауканы.

## Хозяйственная деятельность
Аргентина — высокоурбанизированная страна, 30 % населения живёт в столице, Буэнос-Айресе. В XIX — начале XX веков население делилось на две группы, «кабеситос негрос» (провинциалы), и «портеньос» (столичные жители). В эти же годы в столицу шёл большой приток мигрантов из провинции, грани между этими группами стали стираться. Теперь происходит отток жителей обратно в провинцию. В настоящее время в стране развиты промышленность и сельское хозяйство, где занято основное трудоспособное население страны. Земледелие вытеснило животноводство в период массовой иммиграции европейцев, но прежде животноводство играло очень важную роль. Это — старейшая отрасль, и сейчас она занимает видное место в экономике. В основном выращивают мясной крупный рогатый скот. В некоторых провинциях практикуется молочное скотоводство.
В земледелии главными являются зерновые и масличные культуры. В них Аргентина полностью удовлетворяет свой спрос и экспортирует. На северо-востоке выращивают тропические фрукты, бананы, ананасы, манго. На северо-западе — яблоки, вишню, сливы. Аргентина — крупнейший производитель мате (парагвайского чая) после Парагвая и Бразилии. В виноделии она уступает только Франции, Италии и Испании.
В ряде провинций сохраняются традиционные индейские или восходящие к индейской культуре ремесла. На севере делают глиняные сосуды, плетёные сумки и корзины. В провинции Сальта пончо имеет характерное для кечуа сочетание красного и чёрного цветов. В Кахамарке пончо делают из шерсти вигони. Во многих местах живы традиционные занятия гаучо — обработка кожи, производство принадлежностей для верховой езды, ножен, тесаков.

## Культура и традиции
На формирование аргентинской культуры сильно повлияли иезуиты. Они были очень влиятельным орденом, здесь, в Америке, они получили полную свободу действий. Иезуиты создавали поселения (иезуитские редукции), где пытались обратить в христианство индейцев, подчинить их своей воле и заставить жить по испанскому образцу. Они подкупали вождей (касиков), давали им испанские титулы, именовали их «идальго», и освобождали от налогов, как дворян. Иезуиты были образованнее, чем конкистадоры, и привнесли сюда более высокий уровень агротехники, научили индейцев ремёслам и передали определённые элементы духовной культуры. Индейцы работали в разных мастерских, на полях, строили храмы. Это приносило большой доход иезуитам и испанской короне. Одним из сильных средств воздействия на сознание индейцев была духовная музыка. Эта деятельность была направлена на превращение индейцев в покорных слуг католической церкви. Но в 1767 году деятельность ордена была запрещена, как в Испании, так и в её колониях.
Характерным для Аргентины типом является гаучо, житель Пампы, пастух, ловкий наездник. Это слово означает «сирота, незаконный сын». Его гордый, неукротимый характер формировался в борьбе с дикой природой. Гаучо ведут своё происхождение от браков испанцев с индианками. Но позже гаучо становились и другие иммигранты, ирландцы, шотландцы, баски. Сейчас этот тип людей уже исчез, но так продолжают называть владельцев ранчо и пастухов.
Ядро нации составили креолы. Типичного аргентинца и сейчас называют «креол» (criollo). В развитии культуры Аргентины есть две тенденции: традиционная, испанско-индейская, во внутренних районах, и космополитическая, близкая европейской, ярко выраженная в столице. Современный быт и фольклор крестьян возник на основе первого направления. Жилища, ранчо, сооружаются из сырца. Крыша — из красной черепицы. Пол — земляной. В одежде издавна носили пончо — накидку из шерсти. Оно надевалось на куртку. Штаны — широкие, типа шаровар, передник (чирипа). Головной убор — сомбреро. Обувь — сандалии (альпаргаты) или кожаные сапоги.
Основная национальная пища — жареное мясо. Более популярны асадо, мясо, жареное на углях, и чурраско, мясо, жареное на вертеле. Широко распространены блюда из разных круп. Любимый напиток — йерба-мате (парагвайский чай). Это горьковатый тонизирующий напиток. Пьют его через трубочку (бомбилью), и питьё его — настоящий национальный ритуал.
Сохраняются традиции прикладного искусства, особенно в провинции. Провинция Тукуман, например, славится красочными коврами и одеялами, Формоса — плетёными сомбреро, Корриентес — изделиями из дерева и керамики. В ткачестве используются натуральные красители, листья, корни, кора. В Буэнос-Айресе устраиваются выставки народно-прикладного искусства.
В основе аргентинской музыки лежит испанский элемент. Гаучо оставили много безымянных поэтических строк и мелодий, ставших фольклором. Характерными для их творчества являются протяжные и грустные мелодии. Танцы гаучо отличались выразительностью, как и их искусство в верховой езде. Народные танцы — групповые, живые и энергичные. Инструменты — гитара и мандолина. Продолжают жить индейские инструменты — флейта (сику) и барабан (культрун). Во многих местностях есть народные певцы, пайядоры, без которых не обходится ни один праздник.
Основоположник национальной музыкальной школы — А. Вильямс, основатель консерватории (1893). На аргентинскую музыку оказала сильное влияние итальянская. В 1857 г. был открыт театр «Колон», один из крупнейших в мире. Первая постановка — опера Верди «Травиата». Здание театра построили итальянские архитекторы. На сцене его выступали многие выдающиеся артисты мира: Э. Карузо, Ф. Шаляпин, А. Патти, А. Павлова, а также солисты Большого театра. Особую славу аргентинцам принесло танго, танец, родившийся в портовых тавернах Буэнос-Айреса. Поначалу он был запрещён, это был танец низов. На мировую арену он вышел только с разрешения римского папы. Бывают споры о том, где родилось танго, возможно и в Европе, в Испании, и занесено в Аргентину переселенцами. Но прославилось оно именно в Аргентине, и вернулось обратно в Европу в начале XX в. Есть два варианта танго, европейский и аргентинский, которые заметно отличаются друг от друга. В состав ансамбля, исполняющего музыку танго, входят обычно фортепиано, скрипка, гитара и бандонеон (разновидность гармоники). Танго можно не только танцевать, но и петь. Самый известный в мире исполнитель танго — Карлос Гардель, прозванный «королём танго».
Архитектурных сооружений аборигенов не сохранилось. В колониальный период архитектура развивалась под влиянием испанцев, города строились по типу испанских. В центре находилась «пласа майор» (главная площадь), или в топографическом центре, или у порта (в приморских городах). Здесь находились ратуша (кабильдо), дворец губернатора, собор. Здесь проходили ярмарки и корриды. Это был центр общественной жизни. От главной площади отходило обычно восемь улиц. Планировка была прямоугольной. Частные дома также были подобны испанским, для них типичны внутренние дворики (патио), окружённые галереями.
Архитектура XVII века была проста и монументальна. В XVIII веке пышно расцвело латиноамериканское барокко. В последующий период сюда проникло французское влияние, распространился классицизм. В целом стилевая направленность архитектуры близка европейской.
Аргентинцы создали также свою литературную школу. Сперва это было устное народное творчество на основе жанров испанской народной поэзии, фольклор гаучо (песни-импровизации). Первый национальный поэт — Б. Идальго (1788—1822), основоположник направления литературы гаучо. Жизнь гаучо — основная тема в литературе и кино. В XX веке появилась и своя балетная школа. До того в местных театрах танцевали итальянские актёры, а в 1910-х гастролировал Русский балет С. П. Дягилева и труппа А. П. Павловой.